# Stachyuraceae
Stachyuraceae es el nombre botánico de una familia de plantas de flores con un único género Stachyurus  con 24 especies que pertenecen al orden Crossosomatales. Son naturales de las regiones templadas a tropicales del este de Asia y del Himalaya a Formosa y Japón.
Son pequeños árboles, arbustos o lianas con tallos erectos o trepadores y con hojas perennes o caducas, alternas, herbáceas o coriáceas, pecioladas, simples y con los márgenes serrados. Es hermafrodita con las inflorescencias colgando en racimos. El fruto es una baya.

## Especies seleccionadas

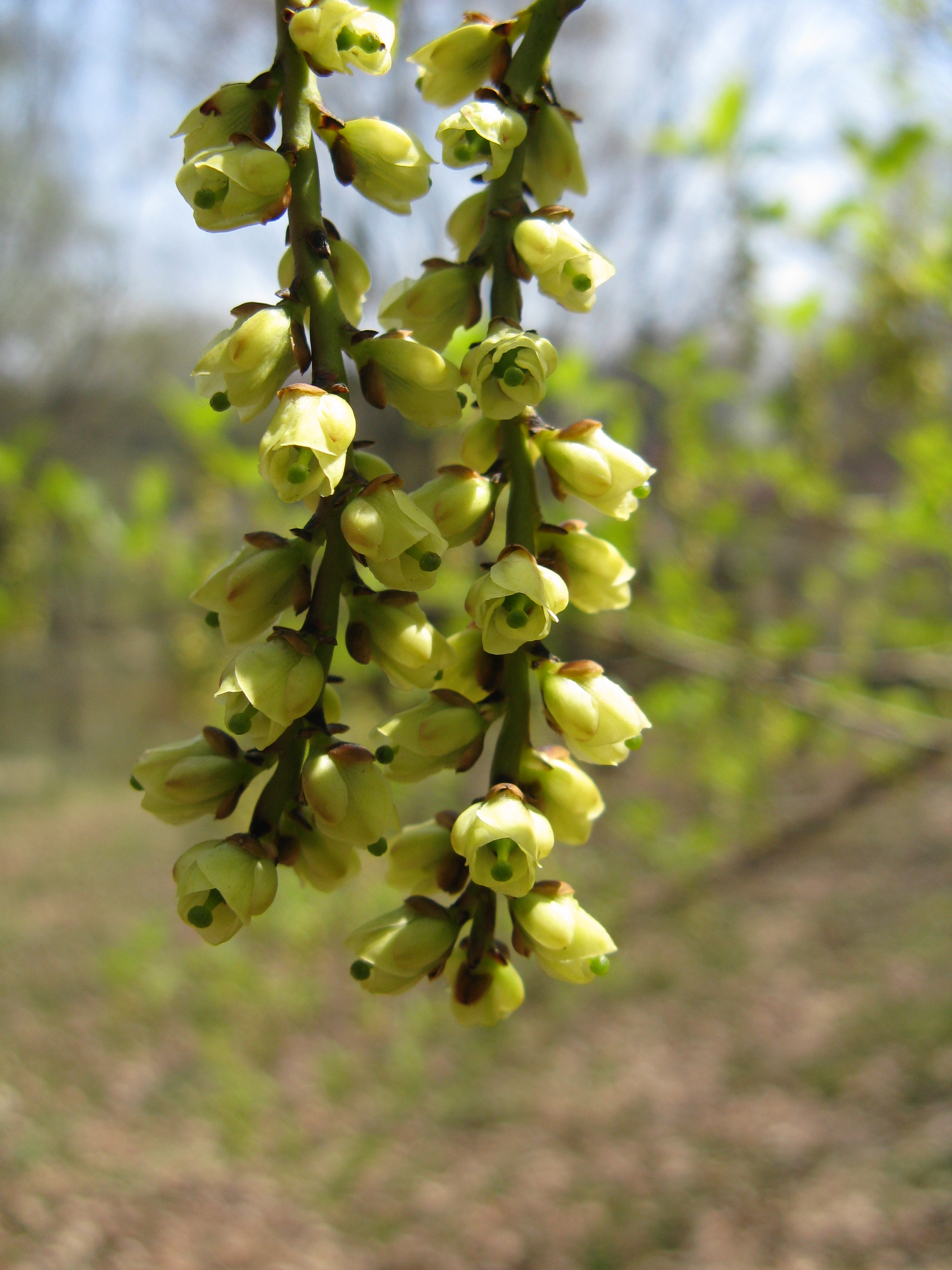
Stachyurus praecox

- Stachyurus brachystachyus
- Stachyurus calcareus
- Stachyurus callosus
- Stachyurus caudatilimbus
- Stachyurus chinensis
- Stachyurus praecox